# Hamburger Hof

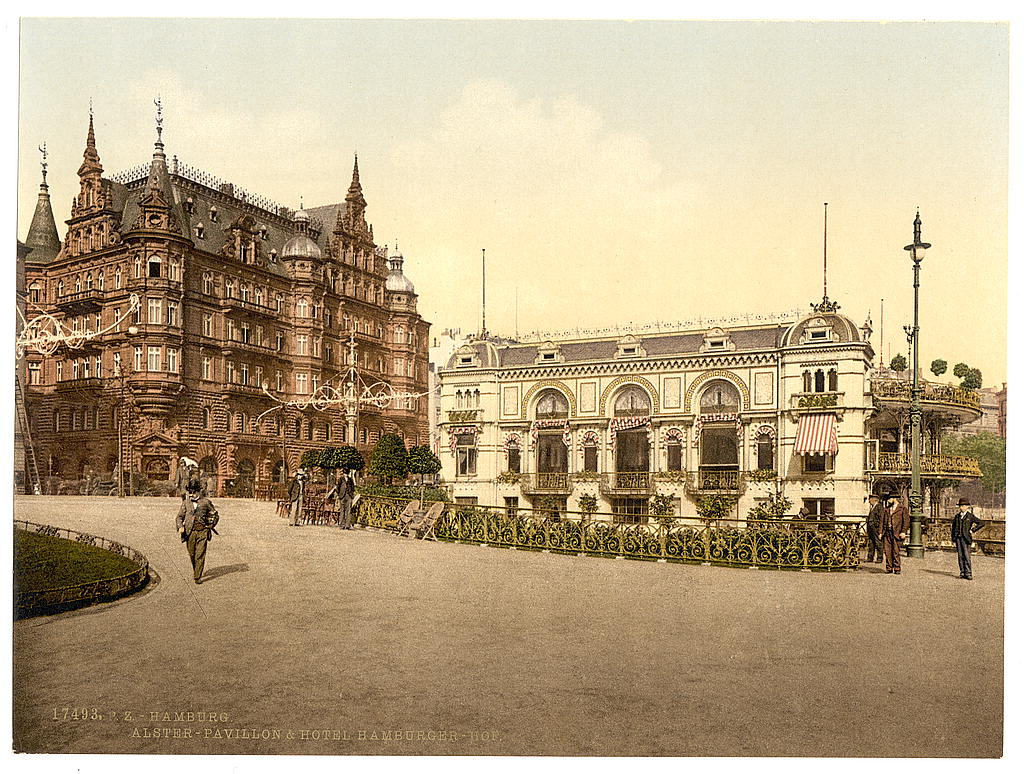
Fotografia del 1900 del Hamburger Hof amb la teulada original que fou destruïda pels bombardejos el 1944. A la dreta s'hi pot veure lAlsterpavillon.

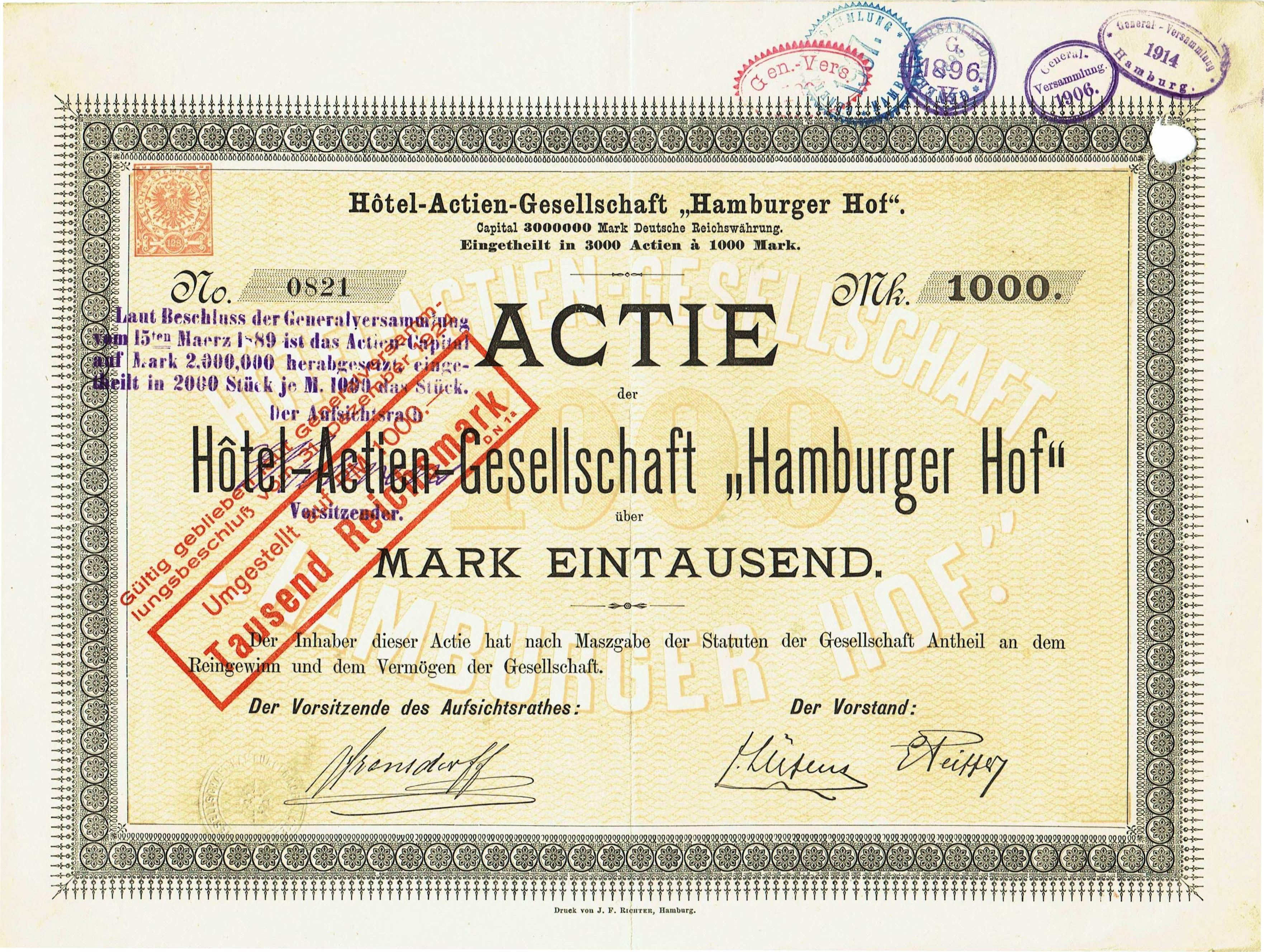
Accions del fundador del Hamburger Hof (any 1881).

Hamburger Hof és el nom d'un edifici de Jungfernstieg a Hamburg i de la galeria comercial que hi ha a dins.
L'edifici se situa a la cantonada dels carrers Jungfernstieg i Große Bleichen, just davant de l'Alster. El passatge travessa l'edifici de punta a punta i té l'altra sortida a la Poststraße davant del Hanseviertel.

## Història
Abans que s'edifiqués el Hamburger Hof, al mateix terreny s'hi trobava la primera galeria comercial d'Alemanya, el Sillems Bazar, un edifici modern amb sostre d'acer i vidre, 34 botigues i l'Hôtel de Russie.

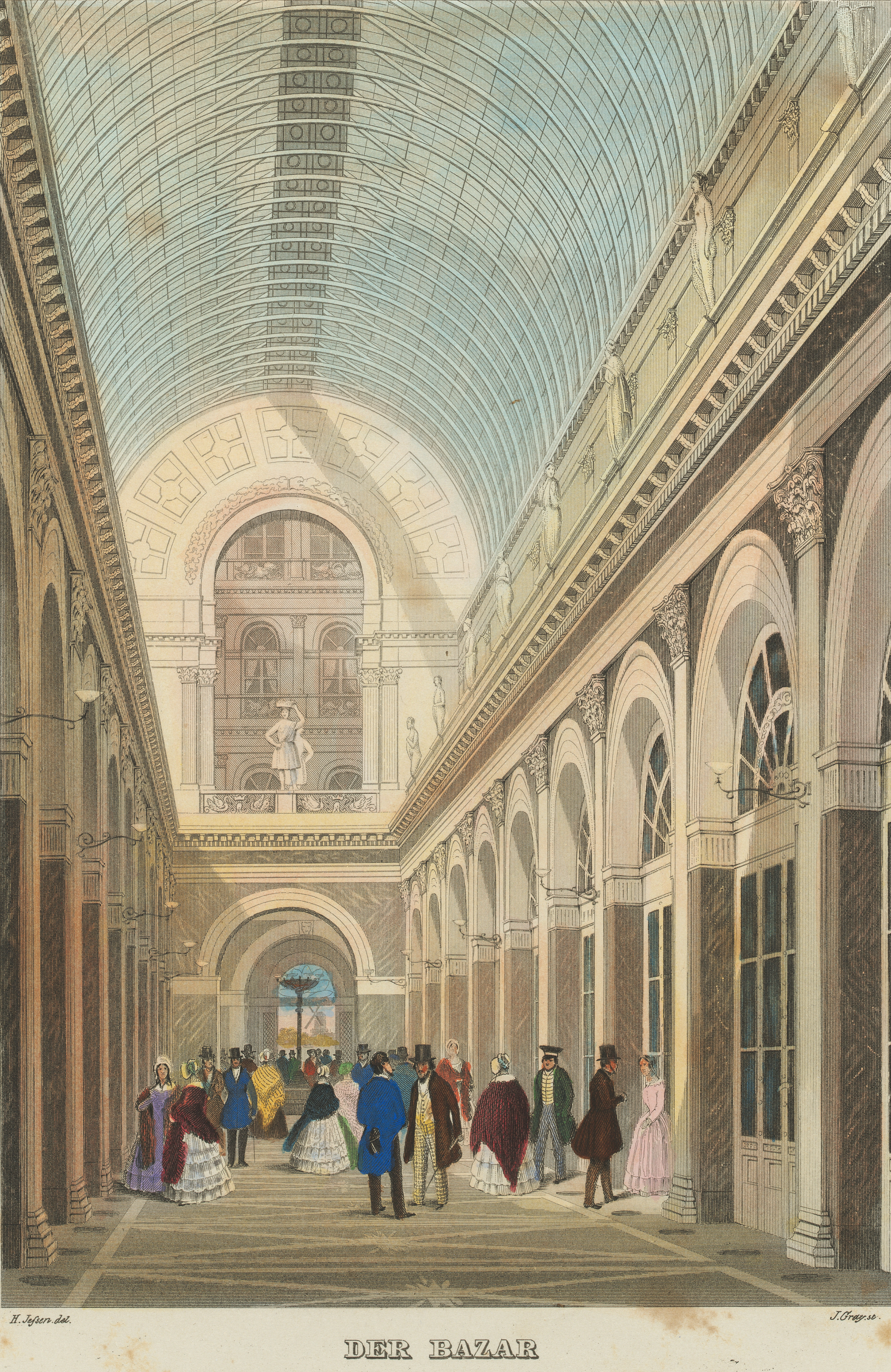
Sillems Bazar

Després de la seva demolició, l'edifici actual fet de gres vermell es va erificar entre el 1881 i el 1883 per a l'hotel Hamburger Hof seguint el disseny dels arquitectes Bernhard Hanssen i Emil Meerwein i equipat amb escultures arquitectòniques d'Engelbert Peiffer.
L'hotel va ser considerat un dels millors de la ciutat i es va utilitzar per a nombrosos esdeveniments i balls. Alguns dels hostes destacats inclouen: el virrei xinès Li Hongzhang, que s'hi allotjà el 1896; el rei tailandès Chulalongkorn, el 1897; el príncep Enric de Prússia, el 1900; el rei Eduard VII d'Anglaterra, el 1904 i el rei Frederic VIII de Dinamarca, el 1912 - que hi morí després de patir un ictus a la promenada del Jungfernstieg, just davant de l'hotel.
L'any 1917 l'edifici va ser malmès per un incendi i convertit en un edifici d'oficines. El 1944, el sostre original, ricament decorat amb frontons i agulles va ser destruït durant els bombardejos aliats i va haver de ser substituït més tard per un sostre de disseny senzill. Entre el 1976 i el 1979, l'arquitecte Hans Joachim Fritz modernitzà l'edifici i hi inaugurà l'actual galeria comercial. La teulada va ser redissenyada i recoberta amb coure. El passatge va ser novament modificat àmpliament entre els anys 1999 i 2000.